# Antiproton
Antiprotonul ({\displaystyle {\bar {p}}}) este antiparticula protonului. Antiprotonii sunt stabili, dar de regulă au timp de viață scurt, deoarece orice coliziune cu un proton cauzează anihilarea ambelor și convertirea lor în energie. Antiprotonul a fost descoperit în 1955 de fizicienii Emilio Segrè și Owen Chamberlain de la Universitatea Berkeley din California, pentru care au primit în 1959 Premiul Nobel pentru Fizică. Un antiproton constă din două quarkuri anti-up și un quark anti-down({\displaystyle {\bar {\mathrm {u} }}{\bar {\mathrm {u} }}{\bar {\mathrm {d} }}}).
Formarea lor necesită energie echivalentă cu o temperatură de (1013 K), ceea ce nu tinde a se întâmpla des. Totuși, la CERN, protonii sunt accelerați în sincrotronul de protoni la o energie de 26 GeV, și apoi ciocniți de un cilindru de iridiu. Protonii ricoșează din nucleii de iridiu cu Echivalența masă-energie suficientă energie pentru a se forma materie. Se formează o serie de particule și antiparticule, iar antiprotonii sunt separați folosind magneți în vid.
În iunie 2006, o echipă de cercetători de la CERN a reușit să determine masa antiprotonului, la valoarea de 1836.153674 mase ale electronului, cu o precizie de +/- 5 la a șasea cifră zecimală. Această valoare este foarte apropiată de masa protonului.